# سیوداد والس

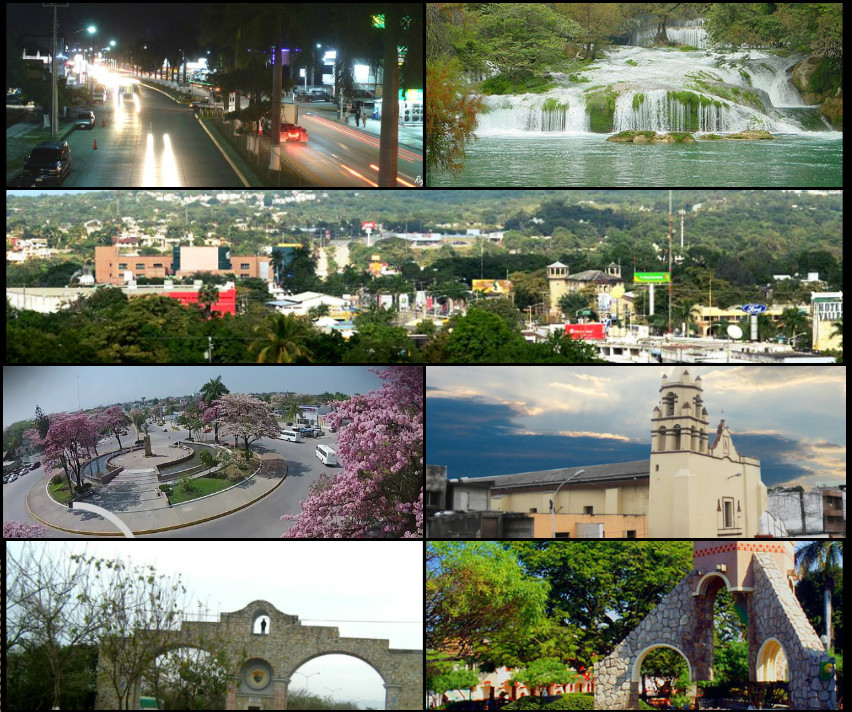
تکه‌نمایی از مناطق شهر سیوداد والس در ایالت سان لوئیس پوتوسی - ۲۰۱۶

سیوداد والس (به اسپانیایی: Ciudad Valles) از شهرهای کشور مکزیک است که در ایالت سان لوئیس پوتوسی قرار دارد و جمعیت آن طبق سرشماری سال ۲۰۱۰ میلادی ۱۲۴٬۶۴۴ نفر بوده است.